# Каталог Мандели
«Каталог Мандели» — це аналоговий вебсеріал жахів, створений американським ютубером Алексом Кістером у 2021 році. Дії відбуваються у вигаданому окрузі Мандела, штат Вісконсин, куди потрапили «альтернативи», потойбічні істоти, які застосовують різні форми психологічних тортур до своїх жертв з кінцевою метою видати їх за «допельгангерів». Серіал став популярним завдяки аналізам історії та відео реакцій користувачів Інтернету.

## Місце дії та жанр
Події в «Каталозі Мандели» розгортаються на початку 1990-х і наприкінці 2000-х років у вигаданому окрузі Мандела, розташованому у Вісконсині, який тероризують істоти, що змінюють форму, на ім'я «альтернативи». Альтернативи, які керуються архангелом Гавриїлом, є майже безсмертними істотами, які прагнуть знищити людство шляхом психологічних тортур (ідентифікується як МРУ або метафізичний розлад усвідомлення) та шляхом маніпулювання аудіовізуальними медіа, такими як телевізори, персональні комп'ютери та навіть системи GPS для автомобілів.
Серіал містить багато біблійних згадок, зокрема про Ноїв ковчег, Адама та Єву, Марію та Йосипа та народження Ісуса. Значною мірою мається на увазі, що альтернативи насправді є біблійними демонами, і що Гавриїл насправді замаскований сатана.
«Каталог Мандели» складається з 8 коротких фільмів і 4 збірок у двох «Актах», перший короткий фільм вийшов 9 червня 2021 року. Це піджанр жахів, який називається аналоговим жахом. Його частини зазвичай представлені як знайдений матеріал або з точки зору персонажів у всесвіті та/або їхніх електронних пристроїв. Майже всі частини Акту I відтворені в естетиці VHS, тоді як більшість частин Акту II виконано в стилі старих цифрових відео, що відображає зміну зображеного періоду часу. 

## Розробка та виробництво
«Каталог Мандели» створив тоді сімнадцятирічний студент Алекс Кістер із Ричфілда, штат Вісконсин, як серію коротких відео, які він почав робити у 2021 році під час літнього навчання в коледжі. Це був перший кінопроєкт Кістера. Спочатку Кістер створив «overthrone» як одноразове відео на основі шкільного письменницького проекту та планував зробити серію, де він відредагував дитячі мультфільми, щоб вони були моторошними. Однак через популярність відео Кістер вирішив продовжувати знімати відео про всесвіт Overthrone до нашого часу. Назва серіалу походить від «Ефекту Мандели».
У Кістера майже не було бюджету, і він використовував елементарний монтаж: сцени знімаються в його домі, а персонажі зображуються його друзями за допомогою фотографій і голосу за кадром. Мати Кістера колись грала альтернативу. В інтерв'ю GQ Кістер сказав, що хотів розвинути свій жах із «страху від стрибка, який […] викликає фізіологічну реакцію, а не психологічну».
Кістер сказав, що серіал спочатку починався як творчий вихід з екзистенційної кризи, з якою він мав справу, особливо коли справа дійшла до теми релігії та християнства. Серіал також був натхненний ізоляцією та втратою безпеки, яку пережив Кістер внаслідок пандемії COVID-19.

У жовтні 2022 року Кістер працював із Makeship над випуском товарів для серіалу. У березні 2024 року Retro Release Video оголосили про плани випустити першу збірку на VHS, але незабаром це було скасовано через суперечку навколо автора.